# Тертель Іван Станіславович
Іван Станіславович Тертель (біл. Іван Станіслававіч Тэртэль; нар. 8 вересня 1966, с. Привалки, Гродненський район, Гродненська область, Білорусь) — діяч білоруських спецслужб, генерал-лейтенант (2020), голова Комітету державної безпеки Республіки Білорусь з 3 вересня 2020 року. Внесений до санкційного списку Європейського Союзу через придушення протестів в Білорусі.

## Біографія
Народився в селянській родині. З 1984 року служив у Радянській армії. У 1989 році закінчив Рязанське вище повітрянодесантне командне училище.
З 1993 року служив у прикордонних військах Білорусі. У 1994 році закінчив Інститут національної безпеки КДБ Білорусі, у 1996 році — Гродненський державний університет імені Я. Купали. З 2008 по 2020 роки — заступник голови КДБ Білорусі. У 2017 році закінчив Академію управління при Президентові Республіки Білорусь.
З 4 червня по 3 вересня 2020 року — голова Комітету державного контролю Республіки Білорусь.
Із 3 вересня 2020 року — голова Комітету державної безпеки Республіки Білорусь. Брав активну участь у придушенні протестів в Білорусі. Також за свідченням колишнього офіцера МВС Білорусі Ігоря Макара Тертель міг бути причетним до організації вбивства Павла Шеремета у 2016 році.

## Санкції
Перебуває під санкціями ЄС ще з 2010 року. 31 серпня 2020 року йому був заборонений в'їзд до Литви, Латвії та Естонії. 
6 листопада 2020 року внесений до нового «чорного санкційного списку» ЄС.
Із 9 серпня 2021 року перебуває під санкціями Великої Британії.
Із 21 червня 2021 року Тертелю заборонений в'їзд до США.
19 жовтня 2022 року доданий до санкційного списку України. Раніше у березні того ж року Тертель потрапив під санкції Японії.

## Нагороди
- Орден «За службу Батьківщині» II ступеня (Білорусь)
- Орден «За службу Батьківщині» III ступеня (Білорусь)
- Медалі Білорусі